# Walker Kessler
Walker Ross Kessler (Atlanta, Georgia, 26 de julio de 2001) es un jugador de baloncesto estadounidense que pertenece a la plantilla de los Utah Jazz de la NBA. Mide 2,13 metros y juega en la posición de pívot.

## Trayectoria deportiva

### Instituto
Kessler jugó al baloncesto en la Woodward Academy en College Park, Georgia. En su último año promedió 17,8 puntos, 9,3 rebotes y 5,2 tapones por partido, lo que llevó a su equipo a su primer título estatal Clase 4A. Fue nombrado Jugador del Año por The Atlanta Journal-Constitution, Mr. Georgia Basketball y Jugador del Año Gatorade del estado de Georgia. Fue elegido además para disputar el prestigioso McDonald's All-American Game.

### Universidad
Jugó una temporada con los Tar Heels de la Universidad de Carolina del Norte en Chapel Hill, en la que promedió 4,4 puntos y 3,2 rebotes por partido.
Después de la temporada, Kessler fue transferido a Auburn, eligiendo a los Tigers por encima de Gonzaga. Allí jugó una temporada completa como titular, en la que promedió 11,4 puntos, 8,1 rebotes, 4,6 tapones y 1,1 robos de balón. Fue considerado uno de los principales taponadores de tiros de la nación, estableciendo el récord de tapones de una sola temporada de Auburn, liderando la nación en esa estadística y registrando más tapones que todos los equipos restantes de la División I excepto trece. Al final de la temporada regular, Kessler fue nombrado Jugador Defensivo del Año de la Southeastern Conference, incluido en el mejor quinteto de la conferencia y en el tercer equipo All American por Associated Press y la USBWA. Ganó además el Premio Naismith al Mejor Jugador Defensivo del Año y el de Jugador Defensivo del Año de la NABC.
El 3 de abril de 2022 se declaró elegible para el draft de la NBA, renunciando a su elegibilidad universitaria restante.

#### Estadísticas
| Año     | Equipo         | PJ | PT | MPP  | %TC  | %3P  | %TL  | RPP | APP | ROB | TPP | PPP  |
| ------- | -------------- | -- | -- | ---- | ---- | ---- | ---- | --- | --- | --- | --- | ---- |
| 2020–21 | North Carolina | 29 | 0  | 8.8  | .578 | .250 | .537 | 3.2 | .3  | .5  | .9  | 4.4  |
| 2021–22 | Auburn         | 34 | 34 | 25.6 | .608 | .200 | .596 | 8.1 | .9  | 1.1 | 4.6 | 11.4 |
| Total   | Total          | 63 | 34 | 17.9 | .601 | .204 | .577 | 5.8 | .6  | .8  | 2.9 | 8.2  |

### Profesional
Fue elegido en la vigésimo segunda posición del Draft de la NBA de 2022 por los Memphis Grizzlies, quienes posteriormente lo traspasarían a los Minnesota Timberwolves. Dos semanas más tarde, fue nuevamente traspasado, junto con Patrick Beverley, Jarred Vanderbilt, Leandro Bolmaro, Malik Beasley, cuatro futuras selecciones de primera ronda y un cambio de selección a los Utah Jazz a cambio de Rudy Gobert.
Debutó en la NBA el 19 de octubre de 2022 ante Denver Nuggets anotando 12 puntos. El 16 de enero de 2023 consiguió 20 puntos y 21 rebotes, siendo el primer doble-doble de 20-20 que registra un novato de los Jazz en la historia. Fue nombrado rookie del mes de febrero de la conferencia Oeste. El 25 de marzo anotó 31 puntos ante Sacramento Kings. Al término de la temporada fue incluido en el mejor quinteto de rookies, habiendo disputado 79 encuentros, 40 de ellos como titular.
En su segunda temporada disputó 64 encuentros, 20 de ellos como titular.
Durante su tercer año en Utah y ya como titular indiscutible, el 7 de marzo de 2025, consiguió su récord personal de rebotes al capturar 25 ante Toronto Raptors, además de 18 puntos y 8 tapones. Números que no se veían en la NBA desde 1994.

### Selección nacional
Durante agosto y septiembre de 2023 fue integrante de la selección de Estados Unidos que participó en el Mundial de 2023 celebrado en Asia, y que finalizó en cuarto lugar, tras perder la final de consolación ante Canadá.

## Estadísticas de su carrera en la NBA

### Temporada regular
| Año     | Equipo | PJ  | PT  | MPP  | %TC  | %3P  | %TL  | RPP  | APP | ROB | TPP | PPP  |
| ------- | ------ | --- | --- | ---- | ---- | ---- | ---- | ---- | --- | --- | --- | ---- |
| 2022-23 | Utah   | 74  | 40  | 23.0 | .720 | .333 | .516 | 8.4  | .9  | .4  | 2.3 | 9.2  |
| 2023-24 | Utah   | 64  | 22  | 23.3 | .654 | .211 | .602 | 7.5  | .9  | .5  | 2.4 | 8.1  |
| 2024-25 | Utah   | 58  | 58  | 30.0 | .663 | .176 | .520 | 12.2 | 1.7 | .6  | 2.4 | 11.1 |
| Total   | Total  | 196 | 120 | 25.2 | .680 | .196 | .537 | 9.2  | 1.2 | .5  | 2.4 | 9.4  |

## Vida personal
Es hijo de Chad Kessler, que jugó al baloncesto universitario en Georgia. Su hermano, Houston, también jugó para los Bulldogs de Georgia.
Es sobrino del que fuera también jugador profesional Alec Kessler.